# ユージン・ツィガーン
ユージン・ツィガーン（Eugene Tzigane、1981年12月17日 - ）は、アメリカ合衆国のオーケストラ指揮者。

## 略歴
東京都生まれ。母は日本人、父はアメリカ人。ジュリアード音楽院でジェイムズ・デプリーストに、ストックホルム音楽大学でヨルマ・パヌラに師事し、指揮を学ぶ。
2010年に、当時ドイツ国内最年少で北西ドイツ・フィルハーモニー管弦楽団の首席指揮者に就任し、またポーランドのフィルハルモニア・ポモルスカの首席客演指揮者にも就任した。日本デビューは2012年8月4日に東京都交響楽団の演奏会である。2023年からフィンランドのクオピオ交響楽団首席指揮者。

## 経歴
- 2007年　フィテルベルク国際指揮者コンクール優勝
- 2008年　ゲオルク・ショルティ国際指揮者コンクール準優勝
- 2010年-2014年 　北西ドイツ・フィルハーモニー管弦楽団首席指揮者[2]
- 2023年- クオピオ交響楽団首席指揮者[2]